# 建設大臣
建設大臣（けんせつだいじん）為日本至2001年1月5日存在的建設省首長職稱，為國務大臣的一員。

## 概要
因負責日本的公共建設，無論職權或公私上皆為相當重要的職位。

## 歷代建設大臣
- 包含再就任的狀況，留任者則不重複記錄。
- 臨時代理記載於空白欄位，海外考察之類短期狀況則不記載。

| 任                   | 姓名                 | 內閣                 | 在任期間                        | 兼任                                                                             |
| 建設院總裁（建設院） | 建設院總裁（建設院） | 建設院總裁（建設院） | 建設院總裁（建設院）            | 建設院總裁（建設院）                                                             |
| -------------------- | -------------------- | -------------------- | ------------------------------- | -------------------------------------------------------------------------------- |
| 1                    | 木村小左衛門         | 片山內閣             | 1948年1月1日 - 1948年3月10日    |                                                                                  |
| 2                    | 一松定吉             | 芦田內閣             | 1948年3月10日 - 1948年7月9日    |                                                                                  |
| 建設大臣（建設省）   |                      |                      |                                 |                                                                                  |
| 1                    | 一松定吉             | 芦田內閣             | 1948年7月10日 - 1948年10月15日  |                                                                                  |
| -                    | 吉田茂               | 第2次吉田內閣        | 1948年10月15日 - 1948年10月19日 | 內閣總理大臣代理本職                                                             |
| 2                    | 益谷秀次             | 第2次吉田內閣        | 1948年10月19日 - 1949年2月16日  |                                                                                  |
| 3                    | 益谷秀次             | 第3次吉田內閣        | 1949年2月16日 - 1950年5月6日    |                                                                                  |
| 4                    | 增田甲子七           | 第3次吉田內閣        | 1950年5月6日 - 1951年6月7日     | 北海道開發廳長官（1950年6月1日以後） 賠償廳長官（1950年6月28日以後）             |
| 5                    | 周東英雄             | 第3次吉田內閣        | 1951年6月7日 - 1951年7月4日     | 北海道開發廳長官                                                                 |
| 6                    | 野田卯一             | 第3次吉田內閣        | 1951年7月4日 - 1952年10月30日   | 北海道開發廳長官、首都建設委員會委員長                                           |
| 7                    | 佐藤榮作             | 第4次吉田內閣        | 1952年10月30日 - 1953年2月10日  | 北海道開發廳長官                                                                 |
| 8                    | 戶塚九一郎           | 第4次吉田內閣        | 1953年2月10日 - 1953年5月21日   | 勞動大臣・北海道開發廳長官                                                       |
| 9                    | 戶塚九一郎           | 第5次吉田內閣        | 1953年5月21日 - 1954年6月16日   | 北海道開發廳長官（1954年1月14日為止）                                            |
| 10                   | 小澤佐重喜           | 第5次吉田內閣        | 1954年6月16日 - 1954年12月10日  |                                                                                  |
| 11                   | 竹山祐太郎           | 第1次鳩山內閣        | 1954年12月10日 - 1955年3月19日  |                                                                                  |
| 12                   | 竹山祐太郎           | 第2次鳩山內閣        | 1955年3月19日 - 1955年11月22日  |                                                                                  |
| 13                   | 馬場元治             | 第3次鳩山內閣        | 1955年11月22日 - 1956年12月23日 | 首都圈整備委員會委員長（1956年6月9日以後）                                       |
| -                    | 石橋湛山             | 石橋內閣             | 1956年12月23日                  | 內閣總理大臣代理本職                                                             |
| 14                   | 南條德男             | 石橋內閣             | 1956年12月23日 - 1957年2月25日  | 首都圈整備委員會委員長                                                           |
| 15                   | 南條德男             | 第1次岸內閣          | 1957年2月25日 - 1957年7月10日   | 首都圈整備委員會委員長                                                           |
| 16                   | 根本龍太郎           | 第1次岸內閣          | 1957年7月10日 - 1958年6月12日   | 首都圈整備委員會委員長                                                           |
| 17                   | 遠藤三郎             | 第2次岸內閣          | 1958年6月12日 - 1959年6月18日   | 首都圈整備委員會委員長                                                           |
| 18                   | 村上勇               | 第2次岸內閣          | 1959年6月18日 - 1960年7月19日   | 首都圈整備委員會委員長                                                           |
| 19                   | 橋本登美三郎         | 第1次池田內閣        | 1960年7月19日 - 1960年12月8日   | 首都圈整備委員會委員長                                                           |
| 20                   | 中村梅吉             | 第2次池田內閣        | 1960年12月8日 - 1962年7月18日   | 首都圈整備委員會委員長                                                           |
| 21                   | 河野一郎             | 第2次池田內閣        | 1962年7月18日 - 1963年12月9日   | 首都圈整備委員會委員長（1962年11月2日以後） 近畿圈整備長官（1963年7月10日以後）  |
| 22                   | 河野一郎             | 第3次池田內閣        | 1963年12月9日 - 1964年7月18日   | 近畿圈整備長官、首都圈整備委員會委員長                                           |
| 23                   | 小山長規             | 第3次池田內閣        | 1964年7月18日 - 1964年11月9日   | 近畿圈整備長官、首都圈整備委員會委員長                                           |
| 24                   | 小山長規             | 第1次佐藤內閣        | 1964年11月9日 - 1965年6月3日    | 近畿圈整備長官、首都圈整備委員會委員長                                           |
| 25                   | 瀨戶山三男           | 第1次佐藤內閣        | 1965年6月3日 - 1966年8月1日     | 近畿圈整備長官、首都圈整備委員會委員長 中部圈開發整備長官（1966年7月1日以後）    |
| 26                   | 橋本登美三郎         | 第1次佐藤內閣        | 1966年8月1日 - 1966年12月3日    | 近畿圈整備長官、中部圈開發整備長官、首都圈整備委員會委員長                       |
| 27                   | 西村英一             | 第1次佐藤內閣        | 1966年12月3日 - 1967年2月17日   | 近畿圈整備長官、中部圈開發整備長官、首都圈整備委員會委員長                       |
| 28                   | 西村英一             | 第2次佐藤內閣        | 1967年2月17日 - 1967年11月25日  | 近畿圈整備長官、中部圈開發整備長官、首都圈整備委員會委員長                       |
| 29                   | 保利茂               | 第2次佐藤內閣        | 1967年11月25日 - 1968年11月30日 | 近畿圈整備長官、中部圈開發整備長官、首都圈整備委員會委員長                       |
| 30                   | 坪川信三             | 第2次佐藤內閣        | 1968年11月30日 - 1970年1月14日  | 近畿圈整備長官、中部圈開發整備長官、首都圈整備委員會委員長                       |
| 31                   | 根本龍太郎           | 第3次佐藤內閣        | 1970年1月14日 - 1971年7月5日    | 近畿圈整備長官、中部圈開發整備長官、首都圈整備委員會委員長                       |
| 32                   | 西村英一             | 第3次佐藤內閣        | 1971年7月5日 - 1972年7月7日     | 近畿圈整備長官、中部圈開發整備長官、首都圈整備委員會委員長                       |
| 33                   | 木村武雄             | 第1次田中角榮內閣    | 1972年7月7日 - 1972年12月22日   | 近畿圈整備長官、中部圈開發整備長官、國家公安委員會委員長、首都圈整備委員會委員長 |
| 34                   | 金丸信               | 第2次田中角榮內閣    | 1972年12月22日 - 1973年11月25日 | 近畿圈整備長官、中部圈開發整備長官、首都圈整備委員會委員長                       |
| 35                   | 龜岡高夫             | 第2次田中角榮內閣    | 1973年11月25日 - 1974年11月11日 | 近畿圈整備長官、中部圈開發整備長官、首都圈整備委員會委員長（1974年6月26日為止）  |
| 36                   | 小澤辰男             | 第2次田中角榮內閣    | 1974年11月11日 - 1974年12月9日  |                                                                                  |
| 37                   | 假谷忠男             | 三木內閣             | 1974年12月9日 - 1976年1月15日   |                                                                                  |
| -                    | 三木武夫             | 三木內閣             | 1976年1月15日 - 1976年1月19日   | 內閣總理大臣代理本職                                                             |
| 38                   | 竹下登               | 三木內閣             | 1976年1月19日 - 1976年9月15日   |                                                                                  |
| 39                   | 中馬辰豬             | 三木內閣             | 1976年9月15日 - 1976年12月14日  |                                                                                  |
| 40                   | 長谷川四郎           | 福田赳夫內閣         | 1976年12月14日 - 1977年11月28日 |                                                                                  |
| 41                   | 櫻內義雄             | 福田赳夫內閣         | 1977年11月28日 - 1978年12月7日  | 國土廳長官                                                                       |
| 42                   | 渡海元三郎           | 第1次大平內閣        | 1978年12月7日 - 1979年11月9日   |                                                                                  |
| 43                   | 渡邊榮一             | 第2次大平內閣        | 1979年11月9日 - 1980年7月17日   |                                                                                  |
| 44                   | 齊藤滋與史           | 鈴木善幸內閣         | 1980年7月17日 - 1981年11月30日  |                                                                                  |
| 45                   | 始關伊平             | 鈴木善幸內閣         | 1981年11月30日 - 1982年11月27日 |                                                                                  |
| 46                   | 內海英男             | 第1次中曾根內閣      | 1982年11月27日 - 1983年12月27日 |                                                                                  |
| 47                   | 水野清               | 第2次中曾根內閣      | 1983年12月27日 - 1984年11月1日  |                                                                                  |
| 48                   | 木部佳昭             | 第2次中曾根內閣      | 1984年11月1日 - 1985年12月28日  |                                                                                  |
| 49                   | 江藤隆美             | 第2次中曾根內閣      | 1985年12月28日 - 1986年7月22日  |                                                                                  |
| 50                   | 天野光晴             | 第3次中曾根內閣      | 1986年7月22日 - 1987年11月6日   |                                                                                  |
| 51                   | 越智伊平             | 竹下內閣             | 1987年11月6日 - 1988年12月27日  |                                                                                  |
| 52                   | 小此木彥三郎         | 竹下內閣             | 1988年12月27日 - 1989年6月2日   |                                                                                  |
| -                    | 竹下登               | 竹下內閣             | 1989年6月2日 - 1989年6月3日     | 內閣總理大臣代理本職                                                             |
| 53                   | 野田毅               | 宇野內閣             | 1989年6月3日 - 1989年8月10日    |                                                                                  |
| 54                   | 原田昇左右           | 第1次海部內閣        | 1989年8月10日 - 1990年2月28日   |                                                                                  |
| 55                   | 綿貫民輔             | 第2次海部內閣        | 1990年2月28日 - 1990年12月29日  |                                                                                  |
| 56                   | 大塚雄司             | 第2次海部內閣        | 1990年12月29日 - 1991年11月5日  |                                                                                  |
| 57                   | 山崎拓               | 宮澤內閣             | 1991年11月5日 - 1992年12月12日  |                                                                                  |
| 58                   | 中村喜四郎           | 宮澤內閣             | 1992年12月12日 - 1993年8月9日   |                                                                                  |
| 59                   | 五十嵐廣三           | 細川內閣             | 1993年8月9日 - 1994年4月28日    |                                                                                  |
| -                    | 羽田孜               | 羽田內閣             | 1994年4月28日                   | 內閣總理大臣代理本職                                                             |
| 60                   | 森本晃司             | 羽田內閣             | 1994年4月28日 - 1994年6月30日   |                                                                                  |
| 61                   | 野坂浩賢             | 村山內閣             | 1994年6月30日 - 1995年8月8日    |                                                                                  |
| 62                   | 森喜朗               | 村山內閣             | 1995年8月8日 - 1996年1月11日    |                                                                                  |
| 63                   | 中尾榮一             | 第1次橋本內閣        | 1996年1月11日 - 1996年11月7日   |                                                                                  |
| 64                   | 龜井靜香             | 第2次橋本內閣        | 1996年11月7日 - 1997年9月11日   |                                                                                  |
| 65                   | 瓦力                 | 第2次橋本內閣        | 1997年9月11日 - 1998年7月30日   |                                                                                  |
| 66                   | 關谷勝嗣             | 小渕內閣             | 1998年7月30日 - 1999年10月5日   |                                                                                  |
| 67                   | 中山正暉             | 小渕內閣             | 1999年10月5日 - 2000年4月5日    | 國土廳長官                                                                       |
| 68                   | 中山正暉             | 第1次森內閣          | 2000年4月5日 - 2000年7月4日     | 國土廳長官                                                                       |
| 69                   | 林寬子（扇千景）     | 第2次森內閣          | 2000年7月4日 - 2001年1月5日     | 國土廳長官 運輸大臣・北海道開發廳長官（2000年12月5日以後）                       |